# 건세
건세(建世)는 중국 신나라 멸망 후, 적미군이 옹립한 유분자가 제정한 처음이자 마지막 연호이다. 25년에서 27년까지 3년동안 사용되었다.

## 연대대조표
| 건세     | 원년 | 2년  | 3년  |
| 서기     | 25년 | 26년 | 27년 |
| 육십간지 | 을유 | 병술 | 정해 |

## 타 연호와의 대조표
| 건세 | 원년      | 2년      | 3년       |
| 후한 | 건무 원년 | 건무 2년 | 건무 3년  |
| 경시 | 경시 3년  | -        | -         |
| 외효 | 한복 원년 | 한복 2년 | 한복 3년  |
| 성가 | -         | -        | 용흥 원년 |

## 같이 보기
- 중국의 연호